# Seal Islands
Les Seal Islands forment un petit archipel néo-zélandais de la mer de Tasman situé à l'entrée du fjord appelé Dusky Sound.